# 委内瑞拉烟管鳚
委內瑞拉煙管鳚（學名：Chaenopsis resh），為輻鰭魚綱鳚形目煙管鳚科煙管鳚屬的一種，分布於中西大西洋哥倫比亞西部及委內瑞拉東北部海域，本魚體細長，頭長，頭上沒有捲鬚，吻長而尖，從上方看呈鈍V形，每隻眼睛後部上方有2個孔，中間有一個中央孔，下頜尖端突出，尾鰭圓形，與背鰭、臀鰭相連，雄魚頭部和身體呈淺灰綠色，下部顏色較淺，眼睛後面有一個深色的「7」形斑塊，背部前部黑色，在第二、三硬棘間有一個眼斑，沿著體中側的一系列深色斑點，頭上有斜深色條紋，頂部有深色斑點，喉膜黑色，背部有3排棕橙色斑點和2排淡藍色圓點；雌魚體黃灰色，頭部下部和腹部黃色，虹膜橙棕色，眼睛後面有一個深色的倒「7」字斑塊，沿腰部中央有一條深色條紋，由一排緊密排列的斑點組成，背部佈滿斑點，背鰭硬棘18-20枚、背鰭軟條34-36枚、臀鰭硬棘2枚、臀鰭軟條35-37枚，體長可達13公分，棲息在沙底質水域，通常躲在蠕蟲空巢穴，雌魚產附著性卵，由雄魚守護魚卵，生活習性不明。